# Valdice (ort i Tjeckien, Hradec Králové)
Valdice är en ort i Tjeckien.   Den ligger i distriktet Okres Jičín och regionen Hradec Králové, i den centrala delen av landet, 80 km nordost om huvudstaden Prag. Valdice ligger 311 meter över havet och antalet invånare är 1 474.
Terrängen runt Valdice är platt söderut, men norrut är den kuperad.Runt Valdice är det ganska tätbefolkat, med 65 invånare per kvadratkilometer. Närmaste större samhälle är Jičín, 3,1 km sydväst om Valdice. I omgivningarna runt Valdice växer i huvudsak blandskog.